# CSM Iași 2020 (handbal feminin)
CSM Iași 2020 este o echipă de handbal feminin din Iași, România, secție a clubului polisportiv CSM Iași 2020, structură sportivă de interes local cu personalitate juridică, de drept public, înființat ca instituție publică în subordinea Consiliului Local al municipiului Iași prin Hotărârea Consiliului Local al municipiului Iași nr. 10/2020. Culorile oficiale sunt roșu-albastru. Sediul clubului se află pe Bulevardul Ștefan cel Mare și Sfânt nr. 8, bl. B2 din Iași iar echipa își desfășoară meciurile de pe teren propriu în Sala Polivalentă „Dan Constantin Irimiciuc” din Iași. Echipa, înființată în 2022, a evoluat în Divizia A până în 2024 când a promovat în Liga Națională.

## Sezoane recente
| Sezon   | Competiție națională | Loc | Cupa României | Supercupa României | Competiție europeană | Competiție europeană |
| ------- | -------------------- | --- | ------------- | ------------------ | -------------------- | -------------------- |
| 2022-23 | DA                   | 5   |               |                    |                      |                      |
| 2023-24 | DA                   | 2   |               |                    |                      |                      |

## Lotul de jucătoare 2024/25
Conform presei și a contului oficial de Facebook:
| Portari - 01 Paula Teodorescu - 12 Fatemeh Khalili - 20 Ana Maria Sandu - 33 Anastasija Babović - 0 Aleksandra Ivanîția Extreme Extreme stânga - 04 Vanessa Predescu - 17 Alexandra Orșivschi - 21 Jo Ha-rang Extreme dreapta - 14 Cristina Mitrache - 66 Natalia Fonseca Pivoți - 09 Georgiana Olaru - 15 Ștefania Jipa - 27 Valentina Trică - 92 Jovana Milojević | Centri - 05 Szilvia Szabó - 08 Lavinia Florea - 18 Anisa Șerban - 55 Amalia Coman - 99 Alina Molkova Intermediari Intermediari stânga - 11 Karoline de Souza - 75 Alexandra Severin - 77 Aleksandra Prikop - 96 Juliana Lima Intermediari dreapta - 10 Lea Franušić - 67 Ștefania Lazăr - 97 Bianca Lupașcu |

## Banca tehnică și conducerea administrativă
Conform presei și a contului oficial de Facebook:
| Nume              | Ocupație              |
| ----------------- | --------------------- |
| Iustin Jalaboi    | Director              |
| Vladimir Danilov  | Șef secția de handbal |
| Lars Frederiksen  | Antrenor principal    |
| Macrina Tomuleac  | Antrenor secund       |
| Daniel Bura       | Antrenor cu portarii  |
| Alexandru Acsinte | Preparator fizic      |
| Iustina Calara    | Kinetoterapeut        |
| Andrei Ciubotaru  | Kinetoterapeut        |
| Sabina Săcăleanu  | Asistent medical      |
| Robin Vasilius    | Analist video         |